# Darko Lazović
Darko Lazović (Čačak, 15 de setembro de 1990) é um futebolista profissional sérvio que atua como meio-campo.

## Carreira
Darko Lazović começou a carreira no Borac Čačak.